# Arnie Beyeler
Pour les articles homonymes, voir Beyeler.
Arnold H. Beyeler, dit Arnie Beyeler, né le 13 février 1964, est un ancien joueur de baseball et l'instructeur au premier but des Red Sox de Boston. Il succède à ce poste à Alex Ochoa.
Il a auparavant été gérant des Red Sox de Pawtucket, équipe de niveau Triple-A affiliée au Red Sox et évoluant en ligue internationale.